# Mountain View (Arkansas)
Mountain View es una ciudad ubicada en el condado de Stone en el estado estadounidense de Arkansas. En el Censo de 2010 tenía una población de 2748 habitantes y una densidad poblacional de 147,26 personas por km².

## Geografía
Mountain View se encuentra ubicada en las coordenadas 35°52′5″N 92°6′7″O / 35.86806, -92.10194. Según la Oficina del Censo de los Estados Unidos, Mountain View tiene una superficie total de 18.66 km², de la cual 18.65 km² corresponden a tierra firme y (0.06%) 0.01 km² es agua.

## Demografía
Según el censo de 2010, había 2748 personas residiendo en Mountain View. La densidad de población era de 147,26 hab./km². De los 2748 habitantes, Mountain View estaba compuesto por el 97.16% blancos, el 0.18% eran afroamericanos, el 0.22% eran amerindios, el 0.51% eran asiáticos, el 0% eran isleños del Pacífico, el 0.69% eran de otras razas y el 1.24% pertenecían a dos o más razas. Del total de la población el 1.42% eran hispanos o latinos de cualquier raza.